# 表亲婚
表亲婚是指表亲（包括堂親）之间结成的婚姻，即有共同祖父母/外祖父母（一级堂表亲），或有较近的共同祖先（二级或三级堂表亲）的人之间的婚姻。中文语境下，表亲婚也称中表婚、从表婚；交错从表的情形下称为交表婚，平行从表的情况下称为平表婚（但中国有“同姓不婚”的禁忌，平表婚一般不涉及父系的平行从表，也就是堂亲）；但很多语言及其相应的文化，如英语、日语中，均不区分堂表親，因此人类学所说的“表亲婚”（英語：cousin marriage）有时也包括了堂亲婚（下文若无特殊说明，“表亲婚”中的“表亲”也可指堂亲）。堂表亲结婚的习俗在历史上很普遍，如今在某些社群中仍然常见，但在某些国家或地区中是禁止的。在世界范围内，超过10%的婚姻是在一级或二级堂表亲之间进行的。表亲婚是人类学和联姻理论的重要研究课题。
在某些文化和社群中，堂表亲结婚被认为是理想的，并受到积极地鼓励和期待；在另一些文化和社群中，堂表亲结婚被认为是亂倫，因而成为一种禁忌，并常常成为社會污名的对象。表亲婚历史上也见于澳大利亚、北美、南美和波利尼西亚的原住民文化中。各种宗教对待表亲婚的态度不尽相同，从禁止远至六级堂表亲间的婚姻（某些形式的印度教和天主教）到允许一级堂表亲之间自由结婚（新教、伊斯兰教和犹太教）不等。
某些地方的法律禁止一级堂表亲结婚，例如：中国大陆、台湾、朝鲜、韩国、越南、菲律賓、印度（取決於宗教或文化）、尼泊爾（取決於宗教或文化）、烏茲別克、亞塞拜然、比利時、盧森堡、希臘、羅馬尼亞、保加利亞、塞爾維亞、克羅埃西亞、波士尼亞與赫塞哥維納、北馬其頓、蒙特內哥羅、科索沃、烏克蘭、辛巴威（取決於宗教或文化）以及美国50个州中的32个。许多地区按照亲缘关系的远近来决定是否禁止两人之间的性行为与婚姻。表亲婚的支持者可能会认为这些法定的限制是一种歧視，而表亲婚的反对者则常以道德和伦理作为论据。
关于表亲婚的是非的意见分歧很大。一级堂表亲结婚诞下的孩子患常染色体隐性遗传疾病风险高于普通人，如果群体内部基因相似度本就较高，这种风险还会更高。二级与三级堂表亲诞下的孩子患这些疾病的风险较低，但仍然高于平均水平。一项研究表明，在1800年至1965年之间，冰岛的三级或四级堂表亲（有共同的曾曾祖父母（高祖父母）或曾曾曾祖父母）的婚姻所产生的子女和孙子女，要多于其他程度的关系的婚姻。

## 历史
表亲婚常常伴随保存文化价值观、保留家庭财富、维持家族地理上的邻近、保持传统、加强家庭联系、维持家庭结构等目的。其中有许多都是包办婚姻。
自19世纪以来，西方国家的表亲婚比例已有所下降。而在中东和南亚，表亲婚仍然相当受青睐。

### 中国
孔子认为：「昏（婚）禮者，將合二姓之好。」有证据表明，在中国古代，两个宗族在某些情况下可能达成一种长期的安排：只与另一个宗族的成员通婚。有些男性实行妻姊妹婚，即与前妻的姐/妹结婚或同时与两姐妹结婚的一夫多妻制。其结果是平行从表婚因为双方同姓而不可行，但交错从表婚则成为可接受的选项。在约公元前3世纪《尔雅·释亲》的体系中，表示两种交错从表关系的词是相同的（甥），而平行从表中，表示父亲的兄弟的孩子（甥）和母亲的姐妹的孩子（從母晜弟/從母姊妹）的词不同。然而，尽管在当时可能是不允许的，但在公元3世纪，与母亲的姐妹的孩子结婚也成为可能。最终，母亲的姐妹的孩子和交错从表的词语没有区别，只有父亲的兄弟的孩子保留了一组独特的词语。这种区别延续至今，即为“表”与“堂”的区别。
人类学家徐诚斌（Francis Hsu）的描述中指出，母亲的兄弟的女儿（MBD）是中国表亲婚的首选。另一项研究指出，母亲的姊妹的女儿（MSD）是可接受的选项，而堂姐妹（父亲的兄弟的女儿，FBD）是不合适的，由于是两个同姓的人之间结婚，和亲兄妹/姐弟极像，因而几乎等同于乱伦，受到严格禁止。中华文化中，父系关系在决定亲属关系的亲疏程度上是最重要的。而在MSD婚姻中，父系上的亲属关系本就不存在，所以有时它可能根本不被当作近親婚姻。MBD婚姻最常见的原因可能部分在于，一般来说男性从母亲家族一方得到的情感更深。后续的研究发现这并不适用于所有地区。在某些表亲婚姻仍然常见的地区，MBD是一种仅仅“可以接受”的选项，和MSD类似。
白居易的《朱陈村》描写了一个近亲结婚盛行的村庄：
|  | 徐州古豐縣，有村曰朱陳。 …… 一村唯兩姓，世世爲婚姻。 …… |

中国历史上有些时期内禁止任何表亲婚，例如《大明律》可以证明这一点。但这些法律的执行却非常困难；到了清朝，旧法得到了恢复。清朝时期，一级表亲婚姻就已很普遍；清朝覆灭后在农村地区尤为普遍。根据人类学家的记录，到20世纪前期到中期，交表婚在中国已经仅仅是允许而不被鼓励、基本上已不合时宜的状态。最终，到了1981年，中华人民共和国政府考虑到其对健康可能有负面影响，立法禁止了堂表亲结婚。

### 中东
自有记载以来，中东地区一直允许表亲婚。对于这一习俗的意义还存在着争议：一些人类学家认为这是中东亲属系统的决定性特征，而另一些人类学家则指出堂表亲结婚的比例在中东的不同社群中其实差距悬殊。过去中东地区的表亲婚比例鲜有可查证的数字证据。
拉斐尔·帕泰在他1962年的著作中提到，之前的数百年间，阿拉伯中部地区的男子对其父亲的兄弟的女儿的权利似乎从未消退过。其中，女性不会被强迫嫁给她们的堂兄弟，但是在和任何人结婚之前必须得到堂兄弟的同意。从发生在约旦的一个案例中可以窥见这一传统有多根深蒂固：一位父亲安排他的女儿和外族的人结婚，但是没有征求她的堂兄/弟（年龄关系不详）的同意；在婚礼过程中，新娘正在去新郎家的路上时，这个堂兄/弟冲了出来，将新娘掳走并强行带到了自己的房子里；这被所有人认为是合法的婚姻。伊拉克也有此传统，而且违背此传统的女性可能被她的堂兄弟谋杀。据估计，19世纪叙利亚城市阿勒颇的精英阶层堂表亲结婚率为24%，但该数据掩盖了广泛的差异：一些主要家族没有或只有一次堂表亲结婚，而另一些家族的堂表亲结婚率接近70%。堂表亲结婚率最高的是女性与商人家庭，以及较老的稳定家庭。
内婚在前伊斯兰时代晚期的汉志地区比在古埃及更普遍。它在穆罕默德的时代即存在于麦地那，但没有今日这么高的比例。在19世纪晚期到20世纪早期的埃及，据估计，80%的法拉欣与一级堂表亲结婚，或者在有一级堂表亲的情况下，这些堂表亲中有2/3和他们结婚。有1830年代的资料表明，开罗的堂表亲结婚率比其他地方低。在叙利亚-巴勒斯坦传统中，如果一个女孩没有堂亲（父亲的兄弟的儿子），或者堂亲放弃对她的权利，则该传统上该权力就转移到她母系的堂表亲（母亲的兄弟的儿子），接下来是其他亲属。但拉斐尔·帕泰报告说，这一习俗在他1947年的研究之前，就已经松动。在古波斯，阿契美尼德王朝的国王习惯上娶自己的堂表亲或侄甥为妻；而从20世纪40年代到70年代，伊朗的堂表亲结婚率从34%上升到了44%。总体而言，表亲婚在中东地区犹太人中远比在欧洲阿什肯納茲猶太人中常见，后者吸收了欧洲的婚俗。
人类学家拉吉斯拉夫·霍利认为，表亲婚不是一个独立的现象，而是中东地区对父系亲族内的团结的偏好的表现。霍利认为，说到表亲婚的原因，人们常常提到“保留家庭财富”，但在中东，这只是“保全家庭的‘象征资本’”的一种具体表现。父系近亲结婚也被视为是男子负责控制妇女行为的概念化的一个结果。名譽也是表亲婚的原因之一：与其将女儿嫁与外人，丢失掉原生家庭对女儿的影响力，不如将其嫁给亲属，以免因为别人的对她攻击或者她自己的不贞行为而使名誉受损。除此之外，还有另外一些现实的原因：对于丈夫来说，和岳父的关系更亲近了；对于两方父母，彩礼和嫁妆的数额减小了；对于女方父母，让外孙们来帮忙干活也更容易了。在中东历史上，不同的学者和不同的当局对表亲婚的态度或褒或贬，并不一致。
2009年的一项研究发现许多阿拉伯国家的近亲结婚率处于世界最高梯队，其中有25%至30%的婚姻都是一级表亲婚。在卡塔尔、也门和阿联酋，近亲结婚率在这一代人中有所增加。对阿拉伯人和全世界进行的研究表明，近亲结婚可能对某些生殖健康指标（例如婴儿死亡率和先天性障碍的患病率）产生影响。

#### 中东堂亲婚
安德烈·科罗塔耶夫认为伊斯兰化是堂亲婚（与父亲的兄弟的女儿结婚，“FBD”）强而显著的预测指标。他展示了虽然伊斯兰教和堂亲婚之间有着清晰的功能的联系，但是宗教理由似乎不足以让人实际选择堂亲婚，即使它会带来经济上的优势。根据科罗塔耶夫的说法，人们系统性接受堂亲婚，其背景是伊斯兰化和阿拉伯化同时进行。

### 非洲
中东以外的大多数非洲国家的堂表亲结婚率是未知的。估计在撒哈拉以南非洲有35–50%的人接受或者偏向于表亲婚。

#### 尼日利亚
尼日利亚是非洲人口最多的国家。尼日利亚人口最多的三个族群是豪萨人、约鲁巴人和伊博人。
豪萨人绝大多数信仰伊斯兰教，但也有部分信仰传统宗教。豪萨人穆斯林会优先选择表亲婚，并且在丈夫能承担的情况下可以一夫多妻。《卡罗的巴巴》一书写道：14岁以上的豪萨人女性长期处于不结婚的状态是闻所未闻的。至于离婚，男性和女性都可以简单地完成，但女性必须再婚。对于男性来说，没有配偶也会让人看不起。卡罗的巴巴本人四段婚姻中的第一段就是和她的二级表兄弟结成的。她在书中还回忆道，她的好朋友嫁给了那个朋友的一级表兄弟。
约鲁巴人50%是穆斯林，40%是基督徒，还有10%坚持他们的原住民信仰。1974年的一项研究调查了Oka Akoko镇上的约鲁巴人婚姻情况，发现这里的婚姻盛行一夫多妻，平均每个丈夫有约三个妻子；所有夫妻组合中，约51%有血亲关系，其中不止有表亲婚，还有叔侄婚。据报告，当地的习俗即是在婚姻中至少要有一个配偶是亲属，而且一般来说有亲属关系的配偶会更受偏爱并生下更多的后代。不过这项研究只研究了Oka Akoko这一小镇中高度一夫多妻的约鲁巴人社群，而没有对整个约鲁巴人做具普遍性的调查。
尼日利亚东南部的伊博人绝大多数是基督徒，并严格避免有血缘关系的婚姻；堂表亲和其他亲属之间不允许结婚或者有亲密关系。因此，男人和女人都不能和他们父系和母系的近亲结婚。在基督教随殖民传入以前，伊博人也一向反对有血缘关系的婚姻并禁止其中部分，包括表亲婚（无论平行从表和交错从表）；这被认为是乱伦且受诅咒的。尽管包办婚姻现在已经极大衰落，也因为双方可以了解彼此的家系，因此被用来有意避开近亲婚姻。到了现代，在求爱之前，双方家庭仍会详细地调查对方家庭，这不仅是为了确认对方为人如何，也是为了确认双方确实没有血缘关系。传统上，父母会严密关注和子女关系密切的人，以免他们乱伦；父母也会教子女认识子女的堂表亲，有时包括远房堂表亲；父母还会鼓励成年子女说出他们心仪或者交往的对象，以了解双方是否係血亲。

#### 埃塞俄比亚
大部分埃塞俄比亚人传统上反对表亲婚，并且会把三级以内的堂表亲都看作和兄弟姐妹等同；表面上，远至六级堂表亲间结婚都是被禁止的。姻亲关系也可以成为禁止结婚的原因：与前妻的“姊妹”或者前夫的“兄弟”结婚也被视作乱伦。虽然伊斯兰教在穆罕默德的时代就已经传入埃塞俄比亚，并且如今埃塞俄比亚超过三分之一的人口都是穆斯林，但是交错从表婚在埃塞俄比亚的穆斯林中非常罕见。埃塞俄比亚的阿法爾人会进行表亲婚（称作absuma），这些婚姻是在出生时就安排好的，并且可能是强制的。

### 欧洲和天主教会
罗马法禁止四亲等以内结婚。其计算方法是从婚姻双方的一方追溯到共同祖先，再到另一方。中世纪早期的欧洲承袭了此禁忌。根据天主教会的教会法，四亲等以内的血亲禁止结婚。
但是，9世纪前半叶时，教会把禁止结婚的亲等提高到七，并且修改了亲等的计算规则：与以前追溯回共同祖先再到待结婚的配偶的计法不同，新法只回溯到共同祖先来计等级数。根据罗马教会法，不知情的情况下和禁止结婚的血亲结婚，即可宣告婚姻无效。但在11世纪和12世纪期间，七等的禁令影响了成千上万的人，使寻找合适的配偶很困难，授予特许因而变得越来越频繁。贵族内部的通婚使其间的亲属关系越来越小而复杂，最终使得在当地找到不违反近亲结婚禁令的结婚对象越来越困难。因此，为了获得特许或者追认子女合法性，贵族不得不向教会缴纳越来越多的巨款。
1215年，第四次拉特朗大公会议将禁止结婚的亲等从七减回四。1215年以后，一般的规则是，四级堂表亲无需特许就能结婚，特许本身的必要性也降低了。
从近世早期直到20世纪早期，表亲婚在欧洲贵族中并不罕见。例如，法国国王路易十四与其首任妻子西班牙的玛丽-泰蕾莎系双重表亲，路易十四的父亲与玛丽-泰蕾莎的母亲系兄妹，路易十四的母亲与玛丽-泰蕾莎的父亲系姐弟。19世纪，随着女性的社会流动性增强，表亲婚开始减少。在整个19世纪，只有奥地利、匈牙利和西班牙禁止堂表亲结婚，后两个国家允许特许。乔治·达尔文（George Darwin）估计，1875年，英格兰中产阶级和贵族的近亲婚姻比例分别为3.5%和4.5%，但在20世纪，这一比例下降到了1%以下。维多利亚女王和阿尔伯特亲王是其中的知名例子。
19世纪，关于表亲婚的学术争论在欧美有不同发展。苏格兰疯人院副院长亚瑟·米切尔（Arthur Mitchell）写道，表亲婚会对后代造成伤害，但这一说法在很大程度上与艾伦·胡斯（Alan Huth）和乔治·达尔文（George Darwin）等研究人员的观点相左。事实上，米切尔自己的数据并不能支持他的假说，而他后来推测，血缘关系的危险可以通过适当的生活方式在一定程度上克服。乔治·达尔文（George Darwin）后来的研究发现了与今天类似的结果。他的父亲查尔斯·达尔文（Charles Darwin）确实娶了他的一级堂表亲，他最初猜测表亲婚可能有很大风险，但也许是为了回应儿子的工作，这些想法在他们出版的书的后续版本中被删除了。据乔治·达尔文说，1871年人口普查终于考虑了表亲婚的问题，但这个问题被拒绝了，理由是无需专门去满足哲学家们无所事事时的好奇心。在意大利南部的卡拉布里亚和西西里岛等地区，表亲婚很常见，在上个世纪占了所有婚姻的近50%。在希腊，堂表亲到三级堂表亲结婚是允许的，并被认为是好的。

#### 古欧洲
在古罗马，表亲婚自第二次布匿战争（公元前218–201年）以来为合法，直到381年被信奉基督教的皇帝狄奥多西一世禁止（在西部）以及565年查士丁尼一世逝世后某时（在东部）为止，然而表亲婚所占的比例仍不清楚。人类学家杰克·古迪（Jack Goody）认为表亲婚是罗马的典型模式，依据是君士坦丁皇帝（Emperor Constantine）的四个孩子与堂表亲的婚姻，以及普魯塔克（Plutarch）和蒂托·李维（Livy）的著作，这些著作表明，在共和国早期，表亲婚是被禁止的。然而，布伦特·肖（Brent Shaw）和理查德·萨勒（Richard Saller）教授更系统地反驳道，表亲婚在西罗马帝国从来都不是习惯性的，也不受青睐；例如，屋大维之后两个世纪的六组罗马贵族的宗谱中的33场婚姻中，没有一场是一级或二级堂表亲之间的。在共和国晚期和帝国早期，这样的婚姻并没有被社会污名化。他们引用西塞罗批评马克·安东尼的例子：其批评的理由并非表亲婚，而是安东尼离婚。
肖（Shaw）和萨勒（Saller）在他们关于堂表亲结婚率较低的论文中提出，由于来自不同地区的家族被纳入罗马帝国贵族，需要外婚制来顾及他们并避免破坏罗马社会结构。他们从墓碑上获得的数据进一步表明，在西罗马帝国的大部分地区，平行表亲婚在平民中也不普遍。西班牙和诺里库姆是例外，但即使在这两个地方，其比率也没有超过10%。他们进一步指出，由于属于贵族的财产通常是分散的，与借助通婚获得资产相比，在家族中固守现有的资产没有任何优势。杰克·古迪称，早期的基督教婚姻规则迫使人们大幅改变了先前的规范，即拒绝从富人继承财产，从而增加了富人将财产交给教会的可能性。然而，肖和塞勒认为，在过去，贵族的财产若无人继承，是归皇帝所有的，而教会只是取代了皇帝。他们的观点是，基督教禁止堂表亲结婚，更多的是出于意識形態，而非有意攫取财富的欲望。
古罗马的知名表亲婚的例子有：屋大维的女儿和他姐姐的儿子的婚姻，可以参考儒略-克劳狄族谱。馬爾庫斯·奧列里烏斯也娶了他的母系表妹小福斯蒂娜，育有13个孩子。表亲婚在古希腊更为常见，叔侄舅甥婚在当地也是允许的。一个例子是斯巴达国王列奥尼达一世，他娶了他的半血缘侄女（同父异母兄弟的女儿）戈耳戈。希腊妇女成为无兄弟的继承人，如果她还没有结婚并生下男性继承人，就必须嫁给她父亲最近的男性亲属。排在第一位的将是她父亲的兄弟或他们的儿子，其次是她父亲的姐妹的儿子。希腊妇女若成为无兄弟的继承人，也没有结婚并生下男性继承人，就必须嫁给她父亲最近的男性亲属。最优先的是她父亲的兄弟或他们的儿子，其次是她父亲的姐妹的儿子。

#### 中世纪早期
根据古迪（Goody）的说法，基督教刚刚兴起的爱尔兰是允许表亲婚的，可能在基督教出现之前也是如此，在那里，女继承人也有义务与父系的表/堂亲结婚。从7世纪开始，爱尔兰教会只承认四等以内的婚姻禁令，而民法则更宽松。这种局面一直持续到11世纪諾曼征服愛爾蘭和1101年卡舍尔举行教会会议之后。相比之下，当代英国法律是建立在天主教官方政策的基础上的，盎格鲁-诺曼的神职人员常常对爱尔兰的“通奸法”感到厌恶。讽刺的是，在盎格鲁-诺曼人入侵爱尔兰不到一百年的时间里，天主教会在第四次拉特朗公會議上改革了关于表亲婚的教会法，其结果是使天主教会的教义重新与爱尔兰教会和最初的基督教会的教义保持一致。天主教会的教义在实践中已证明是行不通的，因为他们要求人们知悉所有可追溯到共同的曾曾曾曾曾祖父母的亲戚（即六等堂表亲），并不得与他们结婚，否则必须从教会购买特许。最后，愛德華·韋斯特馬克（Edward Westermarck）指出，古代条顿人只禁止直系亲属和亲兄弟姐妹之间结婚。

### 美国
人类学家马丁·奥滕海默（Martin Ottenheimer）认为，禁止堂表亲结婚是为了维持社会秩序，维护宗教道德，并保障后代健康。1860年以前，诺亚·韦伯斯特（1758-1843）等作家，以及菲利普·米勒多勒（1775-1852）和约书亚·麦克维恩（Joshua McIlvaine）等牧师，就参与奠定了这种观点的基础。这导致了人们对姻亲联合的（比如一个男人和他已故妻子的姐妹之间的关系）的关注，转向了近亲结合。到19世纪70年代，路易斯·亨利·摩尔根（Lewis Henry Morgan, 1818-1881）写了“无血缘关系的人结婚的好处”和避免“血亲婚姻之恶”的必要性，避免血亲婚姻将“增加后代的活力”。对许多人（包括摩尔根）来说，表亲婚，更具体地说是平行从表婚姻，是人类社会组织更原始的阶段的残余。摩尔根本人在1853年娶了他的表妹。
1846年，麻薩諸塞州州长乔治·N·布里格斯任命了一个委员会来研究该州的智力障碍人士（被称为“idiot”）。研究认为，堂表亲结婚是导致智障问题的原因。在接下来的20年里，大量的报告（如来自肯塔基聋哑收容所的报告）都得出了类似的结论：表亲婚有时会导致耳聋、失明和智障。其中最重要的可能是美国医学会医生塞缪尔·梅里菲尔德·贝米斯（Samuel Merrifield Bemiss）的报告，其结论是近亲繁殖确实会导致“后代的身心退化”。尽管与英格兰的喬治·達爾文（George Darwin）和艾伦·胡斯（Alan Huth）以及纽约的罗伯特·纽曼（Robert Newman）等人的研究相矛盾，但该报告的结论被广泛接受。
这些发展导致19世纪80年代已有13个州和地区通过了表亲婚禁令。不过与此同时，優生學运动在禁令中并未起到太大的直接作用。1908年，乔治·路易斯·阿纳（George Louis Arner）认为，这项禁令是一种笨拙而无效的优生学方法，它最终会被更好的技术所取代。到20世纪20年代，禁令的数量翻了一番。从那时起，肯塔基州（1943年）和德克萨斯州禁止了一级堂表亲结婚，缅因州则从1985年开始强制堂表亲结婚时进行遗传咨询，以最大限度降低子女出现严重健康缺陷的风险。1970年，美国统一州法全国委员会一致建议废除所有这类法律，但是没有一个州叫停禁令。

## 合法性

世界各地关于一级表亲婚姻的法律：
合法
合法但有限制或例外
合法性取决于宗教或文化^{2}
不合法
不合法但有例外
属犯罪
无资料
^{1}关于美国的具体情况参照下图文
^{2}参见印度和印度教两节。

### 亚洲
韩国與朝鲜对堂表亲结婚的禁制尤为严格，禁止远至三级堂表亲之间的婚姻。而且直到1997年，韩国都禁止同姓且本贯相同的人结婚，見韩国民法第809条。
台湾和越南则是禁止到二级堂表亲之间的婚姻（台灣於民國74年以前，禁止遠至三級的堂親之間的婚姻，但卻允許表親婚姻，在民國74年修法時，一級表親之間的婚姻被禁止，但是仍然禁止三級堂親之間的婚姻，後來在民國87年又再修法，把表親跟堂親禁止婚姻的範圍一併改為二級堂表親），中國大陸和菲律賓則只禁止一级堂表親結婚，除此之外，日本、泰國、寮國、柬埔寨、緬甸、不丹、孟加拉、斯里蘭卡、馬來西亞、新加坡、汶萊、印度尼西亞、東帝汶等國家則對一級堂表親結婚未作限制（其中泰國與馬來西亞甚至還允許叔侄舅甥婚，在印度尼西亞，叔侄舅甥婚必須經過政府的特別批准，以及舅叔公與甥侄孫結婚也必須經過政府的特別批准，但是，中國大陸則允許舅叔公與甥侄孫結婚，其他禁止一級堂表親結婚的亞洲國家包括韩国、朝鲜、台湾、越南、菲律賓，也禁止舅叔公與甥侄孫結婚，另外除印度尼西亞外，所有對一級堂表親結婚未作限制的亞洲國家，也對舅叔公與甥侄孫結婚未作任何限制），印度和尼泊爾則是取決於宗教或文化（尼泊爾的一級堂表親原則上是禁止結婚的，但是尼泊爾的一些族群，如古龍族和塔曼族，則允許一級堂表親結婚，然而，即使在這些情況下，婚姻也必須得到當地社群的批准）。
中国大陆自1981年起禁止一级堂表亲结婚。2001年《婚姻法》第七条规定：“有下列情形之一的，禁止结婚：（一）直系血亲和三代以内的旁系血亲；……”2021年起施行的《民法典》第一千零四十八条承袭了此规定，由於二級堂表親，或者一級堂表親的子女，是屬於四代旁系血親（共同的祖先要算作第一代，而當兩邊的代數不同時，要以代數較大的一方作為代數），所以在中國大陸，可以跟二級堂表親結婚，也可以跟一級堂表親的子女結婚。
與中國內地不同，香港、澳門兩個特別行政區對堂表親結婚未作限制，澳門甚至還允許叔侄舅甥婚。
一級堂表親結婚在中亞各國和西亞各國都很常見，但烏茲別克已在2019年修法禁止了一級堂表親結婚，亞塞拜然也將在2025年6月禁止一級堂表親結婚。

### 美国

一级表亲婚在美国各州的合法性
合法
合法但有条件或者例外
不合法但有例外^{1}
不合法^{1}
属犯罪^{1}
----
^{1}一些州承认在该州之外结成的婚姻

在美国50个州当中，有32个州禁止堂表亲结婚，在其中8个州，堂表亲结婚甚至是刑事犯罪，各州禁止婚姻的旁系親等範圍不同，1個州為二等親、17個州為三等親、25個州為四等親、5個州為五等親、2個州為六等親，見美國各州的堂表親結婚合法性。截至2025年3月，有24个州禁止一级堂表亲结婚，18个州允许一级堂表亲结婚（北卡羅來納州允許一級堂表親結婚，但是不允許「雙重一級堂表親」（也就是伯伯/叔叔和阿姨的孩子，或者舅舅和姑姑的孩子）結婚），8个州部分允许一级堂表亲结婚（在亞利桑那州，如果兩人都為65歲或以上，或者至少有一方為永久不育，則可以結婚；在伊利諾州，如果兩人都為50歲或以上，或者至少有一方為永久不育，則可以結婚；在印第安納州，如果兩人都為65歲或以上，則可以結婚；在緬因州，如果兩人為相同性別，或者有遺傳諮詢師的遺傳諮詢證明，則可以結婚；在明尼蘇達州，如果兩人都是原住民，則可以結婚；在田納西州，如果兩人為相同性別，則可以結婚；在猶他州，如果兩人都為65歲或以上，或者兩人都為55歲或以上且至少有一方為永久不育，則可以結婚；在威斯康辛州，如果女生為55歲或以上（如果兩個人都是女生，就是兩個人都要55歲或以上，但如果兩個人都是男生，則一定可以結婚），或者至少有一方為永久不育，則可以結婚），2个州在某些情况允许叔侄舅甥婚（在纽约州，纽约上诉法院维持了一名妇女与其母亲的半弟弟之间的婚姻。罗得岛州虽然普遍禁止近亲结婚，但例外允许符合犹太教教义的犹太人婚姻），5个州（俄亥俄州、田納西州、猶他州、華盛頓州、威斯康辛州）禁止与一级堂表亲的子女（或父母的一级堂表亲）结婚，2个州（肯塔基州、內華達州）禁止二级堂表亲结婚。有些禁止表亲婚的州承认在其他州结成的表亲婚，但并不总是如此，大部份禁止一級堂表親結婚的州，已經形成的一級堂表親婚姻為無效婚姻，例外是伊利諾州、緬因州、俄亥俄州、德克薩斯州、威斯康辛州（愛達荷州與西維吉尼亞州則不確定是否為例外）。

### 歐洲
由於歐洲人權公約第8條，每個人的「私人及家庭生活、其家庭以及其通訊隱私」的權利與自由必須受到尊重，所以歐洲幾乎每個國家都允許一級堂表親結婚，某些國家甚至還允許叔姪舅甥婚，只有挪威、比利時、盧森堡、希臘、羅馬尼亞（必須要經過政府的特別批准）、保加利亞、塞爾維亞、克羅埃西亞、波士尼亞與赫塞哥維納、北馬其頓、蒙特內哥羅、烏克蘭十一個國家禁止一級堂表親結婚，其中羅馬尼亞在兩人都為65歲或以上，或者至少有一方為永久不育時允許一級堂表親結婚，而保加利亞和塞爾維亞甚至還禁止跟一級堂表親的子女（或父母的一級堂表親）結婚，另外在挪威，一級堂表親要結婚（或者叔侄舅甥要結婚）必須要經過政府的特別批准，另外在希臘，二級堂表親要結婚（或者要跟一級堂表親的子女或父母的一級堂表親結婚）必須要經過政府的特別批准。

## 流行程度
下为各地区一级或二级表/堂亲婚姻所占的比例。图中数据由美国国家生物技术信息中心于2012年发布。

近亲婚姻（一級或二級堂表親結婚，或者與一級堂表親的子女結婚，或者更近的叔侄舅甥婚）在全球各地所占百分比（%）：
<1
1–4
5–9
10–19
20–29
30–39
40–49
50+
据估计，世界上略超过10%的婚姻是一級或二級堂表親結婚，或者與一級堂表親的子女結婚，或者更近的叔侄舅甥婚。总体比率可能有下降趋势。

### 巴西
2001年的数据显示，巴西有1.1%的婚姻是表亲婚，而1957年这个数字是4.8%。堂表亲结婚率在巴西各地差距很大：某些地区和欧洲典型水平差不多，另一些地区则高得多。Newton Freire-Maia研究发现堂亲婚（即父系的平行从表婚）是最常见的类型。他1957年的研究数据显示，堂表亲结婚率从南部的1.8%到东北部的8.4%不等，并且从沿海地区到内陆地区逐渐增加；农村地区的堂表亲结婚率高于城市地区。血亲结婚的现象一直在减少，特别是19世纪以来。例如，19世纪中期，圣保罗的堂表亲结婚率据信为16%，而一个世纪以后仅有1.9%。

### 东亚
日本允许一级堂表亲结婚，但这种情况近年来越来越少见。
自1981年以来，中国禁止了一级堂表亲结婚，但在过去的农村地区，交表婚很普遍。上世纪90年代，《中国日报》的一篇文章报道了该禁令在东北的辽宁省的实施情况，以及禁止身体和智力残疾人士结婚的禁令，它们都在“优生”被证明是合理的。现有的有限数据显示，在许多村庄，除了父亲的兄弟的女儿以外，仍有一些现存的表亲婚姻，比例一般在较低的个位数。2002年《时代》杂志的一篇文章声称，性别比日益失衡导致男性更难找到伴侣，导致更多人寻求表亲婚姻。
中國農村有出五服的說法，就是五代以內，也就是三級或以內的堂親不結婚，但是表親結婚卻相當普遍。

### 欧洲

#### 德国
根据位于德国埃森的土耳其研究中心的报告，在德土耳其人的婚姻中，四分之一都是和家族亲属结成的。在德国，一直有人争论是否应当推行禁止堂表亲结婚的法律。一些家庭可能会鼓励堂表亲结婚，以帮助亲属移民到德国。

#### 荷兰
荷兰曾经考虑过是否要禁止表亲婚，甚至首相也建议禁止堂表亲结婚。其主要的目的是遏制来自摩洛哥等高表亲婚率国家的“婚姻移民”，同时也为了遏制堂表亲结婚中出现的强迫结婚的现象。批评者则认为这样的禁令违法《欧洲人权公约》第8条，缺法科学依据，且打击面太广。最终荷兰并未直接禁止表亲婚，而是将其在民法中标为“高强迫结婚风险”，并且要求结婚双方在登记结婚时提供双方属自愿结婚的誓言。

#### 挪威
挪威在2020年11月禁止了表亲婚，主要的原因为希望藉此减少移民群体中强迫婚姻、包办婚姻的现象，同时控制表亲婚带来的健康风险。

#### 英国
在19世纪的大部分时间，英国上层和中上层阶级中一级表亲婚的比例保持恒定，为4～5%。然而，在第一次世界大战之后，堂表亲结婚迅速变得非常少见。到20世纪30年代，只有大约六千分之一的婚姻是在一级堂表亲之间。这一比例在20世纪60年代的伦敦地区中产阶级中更是只有两万五千分之一。
在英国，关于政府是否要采取手段劝阻或者彻底禁止表亲婚，一直多有争论。20世纪80年代，研究人员发现巴基斯坦裔父母近亲结婚产下的孩子的常染色体隐性遗传病患病率为4%，而欧裔组别为0.1%。2008年，时任英国环境部长（后移民部长）菲尔·伍拉斯说道：“如果你和你的堂表亲结婚生子，那就可能会产生基因上的问题”，并且这些婚姻就是“房间里的大象”。穆斯林医生穆罕默德·瓦尔吉公开反对堂表亲结婚的做法，说这是婴儿夭折“非常重要的”原因，并且通过散发相关的健康教育传单来劝阻表亲婚。不过澳大利亚默多克大学比较基因组学中心的阿兰·比特尔斯认为，表亲婚的影响不过是把先天性障碍的风险从一般人群中的2%提高到了4%，因此“禁止它（表亲婚）不能算是正确”。利兹大学的阿姆拉·达尔也批评被她称为“杞人忧天式的数据呈现”的行为，夸大了其中的风险。
2008年一项对伯明翰婴儿死亡率的分析显示，南亚裔的婴儿死亡率是普通水平的两倍，是一般情况下先天性障碍导致的婴儿死亡率的三倍。

### 中东
中东地区表亲婚的比例显著高于世界其他地区。一项研究估计，伊拉克有33%的婚姻都是表亲婚。
波斯湾沿岸的所有阿拉伯国家目前都要求将要结婚的伴侣接受基因检查。卡塔尔是最近一个采取强制性筛查措施的波斯湾国家（2009年），主要目的是为有亲属关系新人提供遗传风险警告。目前当地的堂表亲结婚占比为54%，相比上一代增加了12~18%。位于迪拜的阿拉伯基因组研究中心2009年9月的研究显示，阿拉伯地区的遗传病患病率世界最高，其中近三分之二都和近亲结婚有关联。艾哈迈德·特比（Ahmad Teebi）的研究表明，近亲结婚现象在黎巴嫩、约旦、摩洛哥和在以色列的巴勒斯坦人中正在减少，但在阿联酋正在增多。
艾哈迈德·特比把这种增加和卡塔尔等海湾地区阿拉伯国家的部落制传统以及经济增长联系起来。他认为：“富有的家庭倾向于和富有的家庭联姻，或者内部结婚——富有的家庭偏好保护自己的财产。因此这部分是经济上的，部分是文化上的。”关于遗传病更高发，他说：“这的确是一个问题”，但是，“其中的问题不在于表亲婚，而在于避免疾病。”
在许多中东国家，同堂姐妹（父亲的兄弟的女儿，FBD）结婚被认为是理想的，但实际上此类婚姻未必比其他类型的多。人类学家拉吉斯拉夫·霍利强调应该区分堂亲婚姻的理想和实际结成的婚姻，后者总是包含其他类型的表亲关系的夫妇，还有没有亲属关系的夫妇。霍利提到了苏丹的伯塔人：伯塔人认为，对男性而言，堂姐妹是不受近亲结婚限制的女性中关系最近的；如果两人有多重亲属关系（连续数代堂表亲结婚经常会造成这种情况），则只从父系上计算亲属关系。即使在族谱不详的情况下，人们依然更偏好家族内的婚姻，而非家族外的。在277例初婚中，只有84对新人找不到互相之间家谱上的联系；其中64对出自同一家族。然而在85例娶第二或者第三个妻子的婚姻中，有60对都出自不同的家族。马里人对乱伦的禁忌很少，只包括直系亲属、姐妹和姑妈/舅妈/伯母（舅母除外）。母亲家族的女性成员只被视为较疏的亲属。巴加拉阿拉伯人偏好的结婚对象是母亲的兄弟的女儿（MBD），其次是同一苏拉（surra，从父系上计算的，五至六代的亲属群体）内的交错从表，再次是与同一苏拉内部的其他对象结婚；他们对母亲一侧平行从表婚姻没有偏好。

### 南亚

#### 印度
| 按地域 | 按地域 |
| --- | ------ |
| 北印度 |        |
| 查谟和克什米尔邦（含今拉达克中央直辖区）* | 16.0   |
| 北方邦 | 7.7    |
| 德里国家首都辖区 | 5.1    |
| 北阿坎德邦 | 4.3    |
| 哈里亚纳邦 | 3.6    |
| 拉贾斯坦邦 | 2.8    |
| 旁遮普邦 | 1.7    |
| 喜马偕尔邦 | 0.5    |
| 西印度 |        |
| 马哈拉施特拉邦 | 12.1   |
| 果阿邦 | 6.9    |
| 古吉拉特邦 | 6.2    |
| 中印度 |        |
| 中央邦 | 6.2    |
| 恰蒂斯加尔邦 | 3.4    |
| 东印度 |        |
| 奥里萨邦 | 4.8    |
| 比哈尔邦 | 3.6    |
| 西孟加拉邦 | 3.1    |
| 贾坎德邦 | 2.3    |
| 东北印度 |        |
| 阿鲁纳恰尔邦** | 2.1    |
| 米佐拉姆邦 | 2.1    |
| 那加兰邦 | 2.0    |
| 梅加拉亚邦 | 1.6    |
| 曼尼普尔邦 | 1.5    |
| 阿萨姆邦 | 0.9    |
| 锡金邦 | 0.6    |
| 特里普拉邦 | 0.2    |
| 南印度 |        |
| 泰米尔纳德邦 | 29.5   |
| 安得拉邦 | 25.9   |
| 卡纳塔克邦 | 23.8   |
| 特伦甘纳邦 | 22.0   |
| 喀拉拉邦 | 3.6    |
| 按宗教 |        |
| 印度教徒 | 9.19   |
| 穆斯林 | 14.62  |
| 其他 | 8.47   |
| 按种姓 |        |
| 表列种姓 | 10.0   |
| 表列部落 | 8.4    |
| 其他落后阶层 | 11.1   |
| 其他 | 8.0    |
| 按受教育程度 |        |
| 未受教育 | 9.2    |
| 初等教育 | 10.1   |
| 中等教育 | 10.7   |
| 高等教育 | 8.0    |
| 全印度 | 9.9    |
| 注： * 查谟和克什米尔邦（印控克什米尔）与巴基斯坦和中华人民共和国均存在主权争议，现状三个国家分别控制该地区的一部分，详见克什米尔。 ** 阿鲁纳恰尔邦由印度实控，大部分地区与中华人民共和国及中华民国均宣称拥有主权的藏南地区重合。 |        |

印度各地区、文化和宗教对待表亲婚的态度迥异。印度法律同等采纳各文化和宗教的习惯，对不同宗教的人群有不同的法律适用。根据不成文的属人法（personal law），印度的穆斯林和一级堂表亲结婚是合法的，但是印度的印度教徒和一级堂表亲结婚则可能违反《1955年印度教婚姻法》（取决于具体情况）。这部法律禁止印度教徒堂表亲结婚，除非当地习俗允许。印度的基督教徒的堂表亲结婚率也因地而异，在南部各邦更高。除了依据宗教的各个属人法，印度还有一部《1954年特别婚姻法》来处理婚姻问题。如果某人不愿意适用宗教的属人法结婚，则可以选择适用此法。该法禁止一级堂表亲（无论是平行还是交错从表）结婚。印度的各婚姻法之间可能会引起冲突，但是目前尚无新的法律来处理这些冲突。
表亲婚在北印度的印度教徒中被视为乱伦并受到禁止。事实上，在这种习俗中，“和同村人结婚”或者“两兄弟姐妹的结婚对象来自同村”都是不能接受的。这一套亲属系统在下列邦占主导地位：阿萨姆邦、比哈尔邦、恰蒂斯加尔邦、古吉拉特邦、哈里亚纳邦、喜马偕尔邦、贾坎德邦、中央邦、奥里萨邦、旁遮普邦、拉贾斯坦邦、锡金邦、特里普拉邦、北方邦、北阿坎德邦，以及西孟加拉邦。
在许多北印度社群中，例如在某些婆罗门、拉傑普特人、吠舍、贾特人、古加尔人、亚达夫中，同一氏族（gotra，印度文化中拥有共同父系祖先的一群人的统称）内的两人不可结婚。这条规则排除了部分堂表亲结婚的可能。
然而，在南印度的许多社群中，尤其是在卡纳塔克邦、泰米尔纳德邦和安得拉邦，印度教徒中的交错从表婚很常见，与MBD（母亲兄弟的女儿）的婚姻尤其受欢迎。在此区域，叔侄婚和一级表亲婚加起来可以占到全部婚姻的30%。这一习俗在希望把财产保持在家庭内部的有土地群体（如Reddy种姓及Vellalar种姓）中尤为常见。和北印度不同，此习俗在本地的婆罗门中也很常见。
西印度的习俗总体上更接近北印度而非南印度，但是仍有不同之处。例如，1956年完成的一项研究显示，在孟买（位于西印度），有7.7%的印度教徒同二级堂表亲或更近的亲属结婚；在1980年代的新德里（位于北印度），只有0.1%的印度教徒和一级堂表亲结婚；而在南印度的卡纳塔克邦，研究表明足有三分之一的印度教徒和二级堂表亲或更近的亲属结婚。
根据2000年的一份报告，印度的穆斯林少数民族约占总人口的14%，堂表亲结婚率为22%。这可能是印巴分治的遗留问题，当时大量穆斯林从以前统一的旁遮普邦东部移民到巴基斯坦。而在南印度，这个比例相当稳定，除了喀拉拉邦的南印度马拉巴尔穆斯林（9%），他们声称自己是8世纪在印度定居的阿拉伯商人的后裔。相比之下，大多数印度穆斯林是源于印度教徒在16世纪或之后改宗皈依伊斯兰教。整个印度地区比例最低的是东印度（15%）。在有数据的四十年里，近亲婚姻的比例总体上保持稳定，尽管二表亲婚的比例似有下降，而一级表亲婚更受青睐。

#### 巴基斯坦
表亲婚等近亲婚姻在巴基斯坦合法且常见。近亲婚姻的原因主要是经济、宗教和文化上的。2014年在巴基斯坦开伯尔-普什图省马拉坎县收集的数据显示，农村夫妇中，约66.4%的婚姻是与一级或二级表亲婚。在某些地区，研究发现过高的一级堂表亲结婚比例增加了血液疾患的患病率。

#### 阿富汗
表亲婚在阿富汗合法且常见。阿富汗总体的近亲结婚率为46.2%，但各地数据则存在显著差距，从喀布尔省的38.2%到巴米扬省的51.2%不等。

### 美国
美国表亲婚状况的数据并不多。据估计，1960年美国的罗马天主教徒婚姻中，有0.2%是一级或者二级表亲婚，但是此后就再也没有全国性的研究了。在这个数字中有多少是面临禁令的一级堂表亲，就不得而知了。1960年也是反异族通婚法结束前的最后一个人口普查年，因此可以把这个数字放到当年的环境中进行比较：该年跨种族婚姻的占比为0.4%，而黑人与白人间婚姻的占比为0.13%。虽然最近的研究高度怀疑表亲婚是否真像人们过去普遍认为的那么危险，但戴安·B·保罗（Diane B. Paul）和哈米什·G·斯宾塞（Hamish G. Spencer）教授推测，法律禁令之所以保留至今，部分原因是“在去中心化的美国体制中，少数高度积极的活动家——甚至一个人——可以很容易地发挥作用，尤其是在问题的另一方热情不高时。”
2003年，菲利斯·卡恩（Phyllis Kahn）提出了废除明尼蘇達州表亲婚禁令的法案，但在委员会中被否决。共和党少数党领袖马蒂·塞弗特对此批评说，这将“把我们变成冷漠的阿肯色州”。据明尼苏达大学的《The Wake》报道，卡恩知道该法案通过的机会不大，但她还是提出了该法案，以引起人们对这一问题的关注。据报道，她是在了解到在明尼苏达州一些重要的文化群体，如苗族蒙人和索馬里人中，表亲婚姻是可接受的婚姻形式后，产生了这个想法。
而另一方面，马里兰州代表亨利·B·海勒和库马尔·P·巴夫在2000年提出了一项禁止表亲婚的法案。它比卡恩的法案更进一步：尽管多数共和党人反对，但它以82票对46票在众议院获得通过，不过法案最终还是在州参议院夭折。针对2005年宾夕法尼亚州的一级表亲埃莉诺·阿姆莱茵（Eleanor Amrhein）和老唐纳德·W·安德鲁斯（Donald W. Andrews Sr.）在马里兰州的婚姻，海勒说他可能会复活该法案，因为这样的婚姻“就像玩基因轮盘赌”。
在阿姆莱茵和安德鲁斯结婚的同一年，德克萨斯州通过了禁止一级堂表亲结婚的禁令，这显然是对一夫多妻的基本教義派的耶穌基督後期聖徒教會（FLDS）的反应。德克萨斯州众议员哈维·希尔德布兰（其选区包括摩门教会的主要院区）起草了一项关于儿童保护法令的修正案，以阻止摩门教会在德克萨斯州固定下来，并“防止德克萨斯州屈服于收养童養媳、乱伦、滥用福利和家庭暴力的行为”。希尔德布兰表示，他不会起草一项仅仅禁止一级堂表亲结婚的法案，他还在一次采访中说，“堂表亲不结婚，就像兄弟姐妹不会结婚一样。它发生时后果会很糟糕。这不是人们认可的正常现象。”一些新闻只提到了一夫多妻制和虐待儿童的条款，而忽略了法案中表亲婚的部分，最近的一些消息来源也是如此。新法令规定，与成年堂表亲发生性关系比与成年直系亲属发生性关系的罪行严重得多。然而，该法令在2009年进行了修订；虽然与亲密的成年家庭成员（包括堂表亲）发生性关系仍是重罪，但与个人的直系亲属发生性关系的惩罚加重了。
美国缅因州允许堂表亲结婚，前提是夫妻双方接受遗传咨询，而北卡罗莱纳州允许近亲结婚，只要申请人不是罕见的双重表亲，即在父母亲两边都是表亲。其他至少允许一些堂表亲结婚的25个州未对双表亲作出区别。
各州有各种关于堂表亲和其他近亲之间婚姻的法律，其中涉及的因素包括：婚姻的双方是否为同父异母/同母异父的兄弟姐妹的子女（half-cousins）、双重表兄妹/姐弟（double cousins）、不育、65岁以上，或者这种婚姻是否为当地或祖辈文化中普遍的传统、收养状况、姻亲、是否需要进行遗传咨询，以及是否允许和隔代一级表亲（first cousin once removed，即一级表亲的子女或二级表亲的父母）结婚。

## 社会层面
華盛頓大學的研究人员罗宾·贝内特（Robin Bennett）曾表示，对结婚的堂表亲抱有敌意属于歧视：
这是一种无人谈论的歧视。人们担心得不到医疗保障——但在没有已知伤害的情况下，只因血缘关系而说一个人不该结婚，我认为是一种歧视。
It's a form of discrimination that nobody talks about. People worry about not getting health insurance—but saying that someone shouldn't marry based on how they're related, when there's no known harm, to me is a form of discrimination.
《Slate》杂志的威廉·塞勒坦则持不同观点，他指责这项研究的作者抱有“天生的自由主义自负，认为科学能解决所有道德问题”。虽然塞勒坦承认不能以基因为理由禁止表亲结婚，但他反问道，是否可以接受叔侄婚姻或亲兄妹/姐弟之间的“硬核乱伦”合法化，然后让基因筛查来解决由此产生的问题。
莎拉·克肖（Sarah Kershaw）在《纽约时报》上发表了一篇文章，其中记录了许多已婚堂表亲对嘲笑和蔑视的恐惧。文章指出：“虽然很多人都有堂表亲暗恋或接吻的故事，但大多数美国人觉得堂表亲结婚生子令人不安，甚至反感。”文中举了一位名叫斯普林（Spring）夫人的母亲的例子，她29岁的女儿金伯利·斯普林-温特斯（Kimberly Spring-Winters）嫁给了她37岁的表弟肖恩·温特斯（Shane Winters）。她说，当她把女儿的婚事告诉别人时，他们都很震惊，因此她不敢再提起这件事。他们住在宾夕法尼亚州的一个小镇上，她担心自己的孙辈会因父母身份而受到排斥和嘲笑。另一对表亲夫妇表示，他们孩子的外祖父母从未和两个孙子孙女见过面，外祖父母因为不赞成他们的婚事而断绝了联系。这对夫妇要求匿名。
大多数社会中，表亲婚在社会经济地位低的人群、文盲、未受教育者，以及农村地区更普遍。这在一定程度上可能是由于此类婚姻能够减少嫁妆和彩礼开支，也可能是由于农村地区可选择的配偶很少。一些社会中，表亲婚在拥有土地的家族和统治精英中很普遍；此时，相关的考量更多是继承家业。巴基斯坦的一项研究中发现，表亲婚的平均结婚年龄更低，一级和二级表亲的差异分别为1.10岁和0.84岁。在巴基斯坦，配偶的年龄也更接近，无血缘关系夫妇的年龄差平均为6.5岁，而一级表亲夫妇的为4.5岁。表亲婚首次生育时间的略微延迟，从1.6年增加至1.9年，这可能是由于女方结婚时更年轻，因此青春期生育能力较弱或延迟完婚。
曾有预测认为，在表亲婚盛行的地区，这类婚姻会在20世纪后期减少，但这一预测基本上是不正确的。其中一个原因是，在许多地区，表亲婚姻不仅是文化传统，更被认为有可观的社会和经济效益。在南亚，不断攀升的嫁妆支出造成了沉重的经济负担，并导致印度北方的一些邦出现了“嫁妝死亡”。因此，在允许的情况下，与近亲结婚是更经济的选择。第二，公共卫生水平的提高降低了死亡率，扩大了家庭规模，使人们在希望的时候更容易找到适合结婚的亲戚。在西方，表亲婚的增加也可能是亚洲和非洲移民迁入的结果。一些观察人士得出结论，短期内，唯一能阻止此类婚姻的力量就是政府禁令，比如中国1981年颁布的禁令；长远来看，随着家庭规模缩小，表亲婚会更难形成，这一比例可能会下降。
在克勞德·李維-史陀、爱德华·伯内特·泰勒和路易斯·亨利·摩尔根等人的人类学理论中，表亲婚都有重要地位。李維-史陀认为交表婚是单系继嗣（母系制度或父系制度）的背景下的一种形式的异族通婚。例如，在母系继嗣的社会中，母系交表婚意味着男性与母亲的兄弟的家庭之间建立联姻。而与母亲的姐妹的女儿结婚（母系平表婚）则是内婚，不能建立不同群体之间的联姻。相应地，在中国这样的父系继嗣社会中，与父亲兄弟的女儿结婚也不能建立联姻。在拥有两种继嗣制度的社会中，一个人同时是他母亲的母亲和父亲的父亲的继承人，但不是母亲的父亲或父亲的母亲的继承人，此时只有交表婚才能建立联姻。
李維-史陀假设交表婚有两个后果，一是建立阶级，并由此自动划分可能的配偶群体，二是确定一种关系，并由此决定潜在配偶是否会受到欢迎。在其他亲属体系中，二者之中的一个会起主导作用，但在交表婚中，二者相互重叠，相互累积其影响。它与亂倫禁忌的不同之处是，乱伦禁忌是一系列否定关系，即不能与谁结婚，而交表婚是肯定关系，即应该与谁结婚。最关键的是，交表婚是唯一一种可以正常、排他地运作，并且还能给每个男人和女人与交错从表姐妹/兄弟结婚的机会的联姻偏好。和诸如夫兄弟婚、妻姊妹婚、叔侄婚相比，交表婚得到青睐，显然是因为其他类型的婚姻在任何人群中都无法成为排他的婚姻规则，甚至连成为占优的规则都做不到。交表婚将同一代的成员分成两个大致均等的两个群体：交错从表兄弟姐妹，以及其他“兄弟姐妹”（包括亲兄弟姐妹和平行从表兄弟姐妹）。因此，交表婚可以是一个社会的常规婚姻形式，但其他体系只能是特权形式。这使得交表婚变得格外重要。
交表婚也划分出了可以和不可以结婚的亲属，但从生物学上的亲缘关系来看，这些亲属的亲缘程度实质是相同的的。李維-史陀认为，它证明了亂倫禁忌纯粹源于社会，而非生物原因。交表婚的存在，使人类学家能够控制生物学亲缘系数这一变量，研究同等亲缘程度上划分出的禁止和允许结婚的情形。李維-史陀写道，研究为什么同等生物学亲疏程度亲属会受到如此不同的对待时，不仅能理解交表婚的原则，而且也能理解乱伦禁忌本身。对李維-史陀而言，交表婚既不是社会上偶然出现的，也不是其他制度（如二元组织或外婚)的次生产物。相反，交表婚的存在之理可以在该制度本身中找到。在外婚规则、二元组织和交表婚这三种制度中，最后一种最为重要，因此对这种婚姻形式的分析是检验任何婚姻禁忌理论的重要方式。
一些人类学研究者发现，母系交表婚与父亲的权利或义务相关。根据一些理论，在这些亲属关系中，男子与他的母系交错从表姐妹结婚，是因为他将表姐妹与自己的母亲关联了起来。由于存在这种关联，加上该关联可能借助和某一位表姐/妹的交往得到加强，他可能开始“喜欢”她，使这种关系“感情上合适”。父系交表婚是所有类型的表亲婚中最罕见的，以致于有时首先要问这种形式是否存在。
李維-史陀认为母系交表婚下的妇女交换基本上是平等的。而人类学家埃德蒙·利奇（Edmund Leach）则有不同看法，他认为，该制度实质上分化出了低级和高级地位的群体，是社会政治结构的一部分。根据利奇的模型，在这种婚姻形式将继嗣群分隔为娶妻者和收妻者的制度中，这两类人的社会地位也不能通过先验的论据来确定。像克钦族（景颇族）这种有母系交表婚的族群中，妇女的交换并非循环往复；这种循环交换的结构即使存在，也不稳定。此外，实行交换的群体也不是社会主流，而是来自同一社区或相邻社区的地方血统群体。李維-史陀认为，妇女总是被用来交换一些“呈赠”（prestation），可以是其他妇女，也可以是劳动力和物质产品。利奇同意这一观点，但他补充说，呈赠也可以采取无形资产的形式，如 “声望”或“地位”，它们可能属于给妻者，也可能属于娶妻者。
人类学家罗伯特·莫菲（Robert Murphy）和伦纳德·卡斯丹（Leonard Kasdan）认为优先平表婚会导致社会裂变，他们认为“世仇和裂变根本不是功能失调的因素，而是貝都因人社会的持久和活力所必需的。”他们的论点与弗雷德里克·巴特的论点相反，后者认为裂变导致表亲婚姻。按照莫菲和卡斯丹的说法，阿拉伯的平表婚制度反对建立同质的“有边界”（bounded）和“集团化”（corporate）的亲属群体，而是创造了另一种安排：人人都与各种各样的人有血缘关系，关系的程度逐渐变疏而不是突然变疏。阿拉伯社会没有集团单位（corporate unit），但有“男系片断”（agnatic sections），即一种自相似的结构，其中各级权威通常都很弱，但战时能够在所需的级别上激活。他们将此与一句古老的阿拉伯谚语联系起来：“我自己对抗我的兄弟；我的兄弟和我对抗我的表弟；我的表弟、我的兄弟和我一起对抗外人。”在这样的社会中，一级交错表亲往往也会是二级平行表亲，即使是有限的交表婚也不会打破亲属群体的隔离。不通过姻亲关系进行横向组织，而是在需要大规模组织时，通过计算与共同祖先的距离，纵向完成组织。这种做法据信具有一些优势，如面对逆境时的恢复力和适应力。.
一项对70个国家进行的研究发现，近亲结婚的亲属网络与民主之间存在统计学上的显著负相关关系。作者指出，其他因素，如限制性遗传疾病，也可以解释这种关系。在更早前的2003年，史蒂夫·赛勒曾于《美国保守派》发表一篇文章，声称高比率的表亲婚会明显阻碍政治民主。赛勒相信，实行表亲婚的家庭，成员彼此间的关系更密切，对家庭的忠诚感往往异常强烈，从而助长了裙帶關係。

## 宗教观点

### 圣经

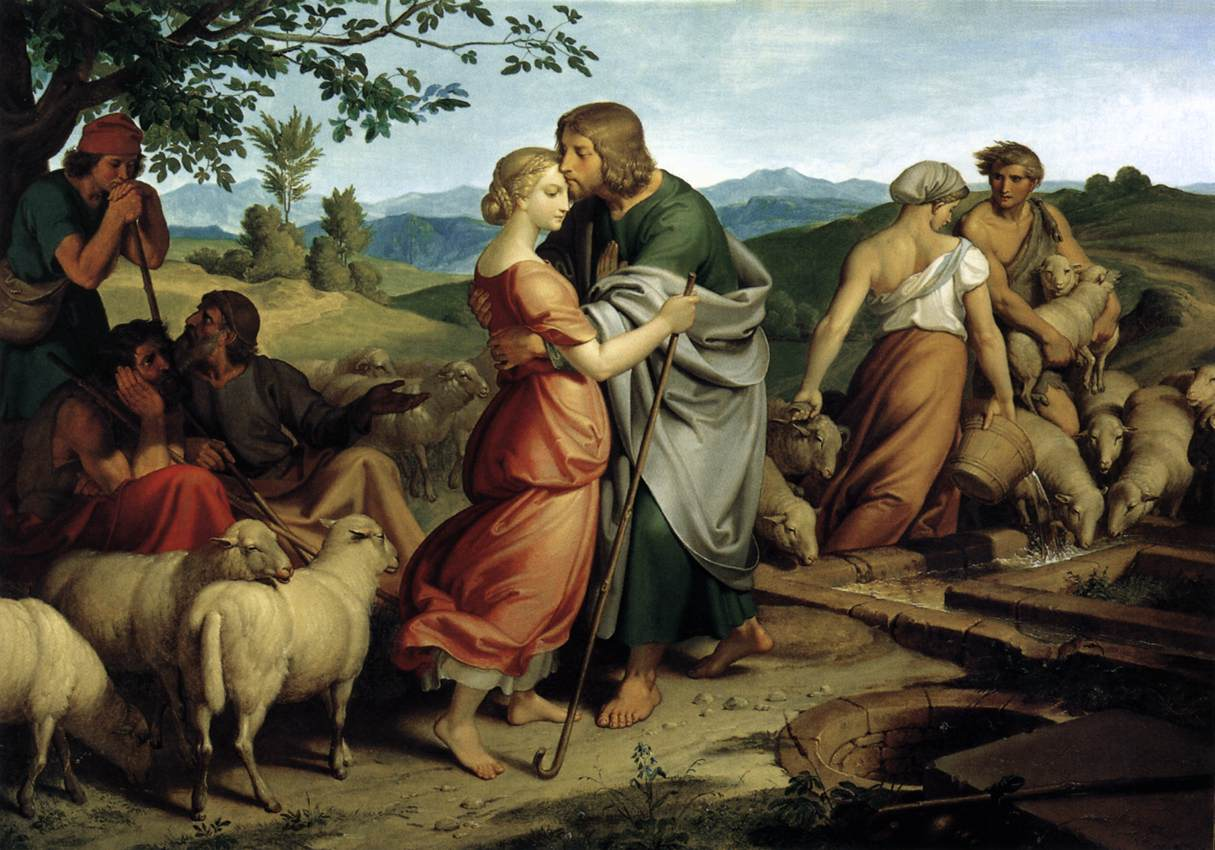
雅各和拉结在她父亲的羊群中相会

《圣经·利未记》中有关禁止近亲性交和婚姻的段落（18:8–18和20:11–21）并未直接提到堂表亲，但是《利未记》18:6禁止了与任何血亲发生性关系。
《圣经》中有几对堂表亲结婚和其他近亲结婚的例子。以撒娶了他的表兄彼土利的女儿利百加。以撒的儿子雅各则娶了母亲利百加的哥哥拉班的两个女儿，他的堂表亲利亚和拉结。雅各的哥哥以扫则娶了以撒的同父异母兄弟以实玛利的女儿玛哈拉（也作巴实抹）。此外，《民数记》27:1–11和36:1–12中提到的西罗非哈的五个女儿，就嫁给了他们叔伯的儿子们（但是有一些译本并未指明是表兄弟，而只说是亲戚）。《士师记》1:11–15记载，迦勒许诺将自己的女儿押撒嫁与夺取底璧城的人，他兄弟的儿子俄陀聂完成此任务，迎娶了押撒；但此处《圣经》原文有着歧义，俄陀聂也可能是迦勒的兄弟，塔木德即持此观点。《历代志上》23:21–22中提到，以利亚撒的女儿嫁给了他兄弟基士的儿子。《历代志下》11:18–20记载，犹太王国国王罗波安的妻子玛哈拉和玛迦与他同是大卫王的孙辈，是他的堂姊妹。

### 基督教
罗马天主教允许关系远于一级堂表亲之间的婚姻，并且若有特许，则一级堂表亲之间亦可结婚。这些规则并非一向如此：天主教会对近亲婚姻的禁止经过了数个阶段。在基督教的草创时期，一级堂表亲之间是可以结婚的。例如，第一位信仰基督教的罗马皇帝，君士坦丁大帝安排自己的子女和兄弟的子女结婚。一级和二级表亲婚在506年的阿格德会议上被禁止，但教会还是不时授予特许。到11世纪开始时，随着教会法引入新的亲等计算方式，禁止结婚的范围扩展到了六级堂表亲，还包括通过婚姻结成的亲属关系。但由于计算两人之间是否有那么远的亲属关系造成了很多困难，1215年的第四次拉特朗公會議把禁止结婚的范围缩小至三级堂表亲。1917年教宗本笃十五世将其进一步缩小到二级堂表亲。现行的规则最终于1983年确立。在天主教中，无意中结成又无特许的近亲婚姻可以取消。
关于西罗马灭亡之后天主教中表亲婚禁令的兴起，有数种解释。一种解释认为，其原因在于日耳曼人对教会政策影响力越来越强。G·E·霍华德声称：“在条顿人入侵之前的时期，广义地说，教会遵循罗马的律法和习俗；在那之后，日耳曼的律法和习俗……被接受。”另一方面，也有观点认为表亲婚禁令是对日耳曼人亲属结婚习俗的“反应”。至少一位法兰克国王，矮子丕平，似乎认为贵族内的亲属结婚是对他权力的威胁。无论真实原因如何，五世纪时圣奥古斯丁已经为此类禁令写好了书面的辩护。他写道：“这是非常合理和公正的，一个人不应自己保持许多的关系，各种关系应该分予多人，以把最大数目的有共同社会利益的人连结起来。”但宗教改革运动之后的新教则多持相反观点，倾向于认为这些禁令和对应的特许是天主教会令人不满的敛财手段之一。
自13世纪以来，天主教会根据所谓的民法方法来衡量血缘关系。此计法下，直系亲属之间的关系程度就等于他们相差的代数。而旁亲属之间的关系程度等于从一个人到共同祖先，再回到另一个人的族谱中的链接数量。因此，兄弟是二等亲，而表亲是四等亲。
1913年《天主教百科全书》引用了圣公会巴斯暨韦尔斯教区主教的理论，推测耶稣的母亲圣母玛丽与她的丈夫圣若瑟是一级堂表亲。不过人类学家杰克·古迪认为此理论纯属“传说”。
新教各教会总体上允许表亲婚，与马丁·路德及约翰·加尔文等人对天主教会特许体系的批评保持一致。此中包括了美国主要的新教派别，如浸信宗、五旬节运动、路德宗、长老宗及循道宗。普世圣公宗自从由亨利八世建立以来也允许表亲婚。根据路德和加尔文的观点，天主教会禁止表亲婚并非神圣法的体现，只是教会自己的意志，因此应予废除。加尔文认为《圣经》给出的禁止结婚的亲属清单只是说明性的，任何关系不远于该列表中任何一项的亲属都不应结婚，因此三级及以内的亲属不能结婚，坎特伯雷大主教不久也得出了同样的结论。
和天主教及新教都不同，东正教会禁止远至二级堂表亲结婚。但根据塞浦路斯正教会最新（2010年）的宪章，禁止结婚的亲属关系最高只至五等亲（也就是一級堂表親的子女），因此二级堂表亲可以结婚。

### 伊斯兰教
古兰经没有禁止一级堂表亲结婚。《妇女章》（4:22-23）列出了男人不应该娶的女人，其中的血亲包括母亲、女儿、姐妹、姑母、姨母、侄女、外甥女等等，但没有提到表/堂姐妹；此章随后说（4:24）：“除此以外，一切妇女，对于你们是合法的”。而《同盟军章》（33:50）明确指出安拉允许穆罕默德娶他的表妹，并且没有说此项只适用于穆罕默德而不适用于其他信徒（此段后面提到的“愿意将自身赠与先知且先知愿意娶”的女性一项，则指明只适用于穆罕默德）。
穆斯林中一级堂表亲结婚的现象自穆罕默德的时代一直持续至今。在某些国家，最常见的类型是堂兄弟姐妹间的婚姻。
穆罕默德的妻子中就有两位是他的亲属。栽娜卜·宾特·杰赫什是穆罕默德的姑表妹，而且曾经是穆罕默德的义子栽德·伊本·哈里塞的妻子，在与栽德·伊本·哈里塞离婚之后与穆罕默德结婚。这次婚姻并不符合前伊斯兰时期的阿拉伯习俗，但原因不在于栽娜卜的表亲身份，而在于她作为穆罕默德义子前妻的身份。
穆罕默德的继承者们也常和堂表亲等近亲属结婚。第二代哈里发欧麦尔娶了他的表妹阿提卡·宾特·栽德，穆罕默德的堂弟阿里则娶了穆罕默德的女儿法蒂玛。
尽管欧麦尔本人和表妹结婚，他并不鼓励一代代和堂表亲等近亲属结婚的行为。他曾经对一个家族说过：“你们已经变得虚弱，所以去和没有关系的聪明人结婚吧。”沙斐仪派的创始人沙斐仪伊玛目则说的更加直白，他说：“如果一个家族的人不允许他们的女人嫁给家族外的男人，那么他们生的孩子里会有白痴。”
虽然时至今日，表亲婚在穆斯林中仍然很常见，但是逊尼派四大学派中的两个（沙斐仪派和罕百里派）认为堂表亲结婚是“可憎的”（Makruh，不受严格禁止或惩罚，但需尽量避免）。有三条圣训认为在家族外挑选结婚对象更好，但是这三条都被认为是弱圣训。一些伊斯兰学者认为家族外的婚姻更好，因为如果离婚，那么伊斯兰教极为看重的家庭关系就会被削弱甚至被破坏；一些学者认为如果家族外的结婚对象并不比家族内的更好的话，就应该挑选家族内的结婚对象，因为这能加强家族的联系。

### 印度教
印度的《印度教婚姻法案》禁止同父亲一侧五代之内的血亲和母亲一侧三代以内的血亲结婚，但是如果地方习俗允许交错从表婚，则不禁止。
印度教关于外婚的规定仍然十分有影响力。反对内婚的社会规范也十分强大。
已知在18和19世纪，丘纳尔和乔恩普尔的Kurmi种姓印度教人群受穆斯林的影响，极大程度地接受了表亲婚的习俗。
在两大梵文史诗之一《摩诃婆罗多》中，阿周那娶了他的交错一级表亲妙贤（黑天之妹）为第四个妻子。

### 其他宗教
佛教并不禁止某种特定的性行为，只是在五戒中提到了“不邪淫”。祆教允许表亲婚。锡克教大体上禁止家庭内部的婚姻，许多锡克教徒为了避免子女和子女的结婚对象有血亲关系，会在别的村镇为子女选择结婚对象。

## 生物学观点

### 遗传学
表亲婚姻可能有遗传方面的问题，双方拥有共同隐性基因的概率较大。任何两个个体之间的血缘关系百分比，随着最近共同祖先增加一代而下降四倍。一级堂表亲的血缘关系是二级堂表亲的四倍，而隔代一级堂表亲（first cousins once removed）的血缘关系是一级堂表亲的一半。双重表亲（从父亲一侧和母亲一侧看均为表亲）的血缘关系是同父异母/同母异父兄弟姐妹的两倍。
2002年4月，《遗传咨询期刊》（Journal of Genetic Counseling）刊登的一篇报告估计，一级堂表亲间产生的孩子罹患先天性障碍的风险比普通水平3%高出1.1至2.0个百分点，大约和40岁以上妇女生产面临的风险相等。至于死亡率，1994年的一项研究认为，一级堂表亲的孩子时平均超出的育龄前死亡率为4.4%。而2009年的研究认为这个数字可能更加接近3.5%。总而言之，一级堂表亲结婚所增加的先天性障碍和夭折的风险大致等于女性在41岁时生育相比于30岁生育增加的风险。
群体内部连续的近亲婚姻则会带来更多的问题。连续的近亲婚姻会让亲属之间的基因相似度会高于一般情况下类似关系的亲属之间的相似度。在表亲婚盛行（比例可能超过50%）的巴基斯坦，连续数代的表亲婚并不罕见；20世纪末的一项研究说明了在巴基斯坦堂表亲结婚带来的健康问题：
| 亲属关系                                             | 亲缘系数 | 相对夭折率 | 近亲婚可解释的夭折的比例 |
| ---------------------------------------------------- | -------- | ---------- | ------------------------ |
| 叔侄、半兄弟姐妹、双重一级堂表亲                     | 25%      | 1.70%      | 41.22%                   |
| 一级堂表亲、半叔侄、叔公与侄孫、双重一级堂表亲的子女 | 12.5%    | 1.35%      | 25.96%                   |
| 双重二级堂表亲、半一级堂表亲、一级堂表亲的子女       | 6.25%    | 1.18%      | 14.92%                   |
| 二级堂表亲、半一级堂表亲的子女、双重二级堂表亲的子女 | 3.125%   | 1.09%      | 8.06%                    |

即使没有偏好的亲属关系，由于种群大小不足导致的奠基者效应以及遗传漂变加速，在大规模人群中罕见的等位基因也有可能在小群体中变得常见。例如，阿米什人起源于18世纪从瑞士德语区来到美洲的数百移民，不与外部通婚，任意两个阿米什人之间的近交系数高于其他地区普通的二级堂表亲之间的近交系数。虽然阿米什人视一级表亲婚为禁忌，但他们仍受数种罕见遗传性疾病的困扰。在俄亥俄州的吉奥格县，阿米什人仅占当地人口的约10%，但是却占了当地特殊病例的一半。某种慢性衰竭的癫痫在全球仅有12名患者，全部是阿米什人。类似的疾患也存在于基本教义派的耶稣基督后期圣徒教会社群中，此教会允许一级堂表亲结婚，并且75%至80%的信徒都能追溯到19世纪30年代的2名奠基者。
关于表亲婚对多基因性状和成年复杂疾病影响的研究，由于采用的抽样策略不成熟，结果往往相互矛盾。乳腺癌和心脏病有正相关和负相关的报告。血缘关系似乎会影响许多多基因性状，如身高、身体质量指数、智商和心血管状况。对亚得里亚海的達爾馬提亞群岛进行的长期研究表明，近亲繁殖与一系列非常广泛的常见成年疾病之间存在正相关关系，包括高血壓、冠心病、中風、癌症、单/双相抑郁症、哮喘、痛风、消化道溃疡和骨質疏鬆症。然而，这些结果可能主要反映了村庄的內婚制的影响，而不是血缘本身的影响。内婚制是指只在一个群体内进行婚育，在该研究中，这一群体是一个村庄。阿米什人的婚姻模式也是内婚制的例子。
拉丁美洲先天性畸形合作研究（Latin American Collaborative Study of Congenital Malformation）发现，血缘关系与脑积水、轴后多指畸形、双侧唇腭裂和面裂之间存在关联。大量关于先天性心脏缺陷的文献显示了另一幅图景，保守估计，先天性心脏缺陷的发病率为50/1000活产。血缘关系与室间隔缺损和房间隔缺损等疾病之间存在一致的正相关，但与动脉导管未闭、房室间隔缺损、肺动脉闭锁和之间的正相关和负相关在不同人群中均有报告。某些人群中发现血缘关系和阿茲海默症之间有联系。关于近亲繁殖在出生时和童年时对人体测量值的影响的研究未能揭示任何主要的和一贯的模式，近亲后代在智商测试中获得的平均分数只有轻微下降。近亲繁殖似乎主要是导致智商水平的更大的变化幅度，部分原因是一小部分受测者的有害隐性基因的表达。
英国广播公司（BBC）的一篇报道讨论了在英巴基斯坦人的情况，55%的巴基斯坦人会与堂表亲结婚。考虑到这种婚姻的比率高，许多孩子都是反复多代的一级堂表亲结婚的后代。报道指出，这些后代生下患有遗传病的孩子的可能性是普通人群的13倍，在伯明翰，近亲结婚的孩子有十分之一不是夭折就是患上严重残疾。英国广播公司还指出，出生人口占英国3%的巴基斯坦裔英国人，却占了患有遗传病的英国儿童的“略低于三分之一”。已发表的研究表明，巴基斯坦裔社区的平均死亡率为千分之15.7，大大超过了英国本地人和所有其他族裔群体的死亡率。先天畸形占所有英籍巴基斯坦婴儿死亡的41%。BBC的报道中包含了对Myra Ali的采访，她的父母和祖父母都是一级表亲。她本人患有一种非常罕见的隐性遗传疾病，被称为表皮溶解水皰症，导致她的生活非常痛苦，与人接触也受限，并很可能死于皮膚癌。她知道堂表亲结婚会增加隐性遗传病的发病率，因而反对这种做法。2010年《每日电讯报》报道称，在英巴基斯坦人社区的表亲婚，每年会产生700个罹患遗传病的婴儿。
然而，巴基斯坦裔英国人中观察到的死亡率和先天缺陷比例高，除了血缘关系可能还有其他原因，即巴基斯坦裔的种群亚分化。种群亚分化是由于群体中不同群体之间的基因流动减少所致。因为巴基斯坦裔的成员世世代代只在这些群体内结婚，即使是没有已知遗传关系的夫妇，其后代平均也有更高比例为纯合子。根据英国人类遗传学委员会关于表亲婚的一份声明，BBC也“未能澄清”这些婚姻所生的孩子患遗传疾病的可能性并没有高出13倍。实际上应该说，他们患隐性遗传疾病的可能性是常人的13倍。委员会指出:“其他类型的遗传疾病，包括染色体畸变、伴性遗传病和常染色体显性遗传病不受表亲婚的影响。”然后，委员会对比了堂表亲结婚和产妇年龄增长的生物学风险，认为“两者都代表了复杂的文化倾向。然而，两者都有生物风险。GIG（Genetic Interest Group）认为，关键的区别在于，表亲婚在英国少数族裔中更为普遍。”在英国，表亲婚的遗传效应比在巴基斯坦这样的发展中国家更明显，因为其中难以排除的环境疾病更少。发展中国家在消除环境疾病方面取得进展，最终也可能会增加对遗传性疾病的关注。
对于内婚盛行的社区，系统的遗传教育和婚前遗传咨询项目可以帮助减轻后代罹患遗传病的负担。针对高中学生的遗传教育项目在巴林等中东国家取得了成功。然而，由于缺乏有经验的工作人员，发展中国家的遗传咨询发展受阻，尽管宗教权威机构认可，但夫妇仍可能拒绝产前诊断和选择性流产。在英国，人类遗传学委员会推荐了一种与以往针对高龄产妇的策略相当的策略，特别是因为高龄与唐氏综合征的风险增加有关。英国政府的國民保健署为所有孕妇提供一项筛查测试，以确定那些有较高风险生下唐氏综合征婴儿的人。人类遗传学委员会指出，同样，为近亲婚姻夫妇提供遗传咨询是合适的，最好是在怀孕之前，以准确预估后代基因异常的风险。在这一制度下，夫妇可以拒绝遗传咨询服务，而不像在美国缅因州，一级堂表亲结婚必须先接受基因咨询服务。首席研究员Alan Bittles也得出结论认为，尽管在近亲婚姻盛行的地区，血缘关系对儿童死亡率和遗传病有显著影响，但“重要的是要保持对基因缺陷表达水平的正确认识，认识到血缘婚姻的结果不应该只用比较医疗评价的方式来评估”。他指出，表亲婚的社会、文化和经济利益也需要给予充分考虑。

### 生育
有报告指出表亲婚的总和生育率高于平均值，这一现象在19世纪晚期，喬治·達爾文的时代就被注意到了。然而由于增加的生育率和增加的夭折率相抵消，在存活的子女数方面，表亲婚和其他婚姻没有显著差异。关于表亲婚更高的生育率，可能的解释包括：更低的结婚和生育年龄、更短的生育间隔，以及或许更低的可靠避孕方式的使用率。高出的生育率也有可能是对高出的夭折率的有意（在子女夭折后再次生育以维持子女总数）或无意（子女夭折导致哺乳带来的天然避孕效果消退）的补偿。也有论文认为，生育率的差异可能并无任何生物学上的原因。在冰岛，由于选择有限，二级或者三级堂表亲之间的婚姻很普遍；此地的研究发现生育率更高。早期的论文认为，近亲结婚中双方人類白細胞抗原较高的相似度，以及孕早期有害隐性基因的表达，可能使得受孕几率降低，流产几率升高。但目前的其他论文认为，此说法缺乏事实依据，除非这些有害基因在妊娠过程的非常早期就得到表达。研究还表明，表亲婚的原发性不孕概率较低，这通常可以解释为双方免疫系统相容度高所致。

## 延伸阅读
- Abbink, Jon. . Journal of African Cultural Studies. Dec 1998, 11 (2): 109–124. JSTOR 1771876. doi:10.1080/13696819808717830. hdl:1887/9486 .
- Baba of Karo; Smith, Mary Felice. . Yale University. 1981  [2021-04-05]. ISBN 978-0-300-02741-9. （原始内容存档于2022-06-21）.
- Bittles, Alan H.;  et al. . Science. 10 May 1991, 252 (5007): 789–794. Bibcode:1991Sci...252..789B. PMID 2028254. S2CID 1352617. doi:10.1126/science.2028254.
- . Census of India. Office of the Registrar General and Census Commissioner, India. 2001  [7 February 2010]. （原始内容存档于2008-01-19）.
- . The CIA World Factbook. US Central Intelligence Agency. 15 January 2010  [7 February 2010]. （原始内容存档于2021-01-09）.
- Crummey, Donald. . The Journal of African History. 1983, 24 (2): 207–220. JSTOR 181641. doi:10.1017/S0021853700021940.
- Dawson, Miles Menander (编). . . New York: Putnam. 1915  [2021-04-05]. （原始内容存档于2022-07-12）.
- Dyson, Tim; Moore, Mick. . Population and Development Review. Mar 1983, 9 (1): 35–60. JSTOR 1972894. doi:10.2307/1972894.
- (PDF). Central Statistical Agency of Ethiopia. （原始内容 (PDF)存档于14 February 2012）.
- Feng, Han-yi. . Cambridge: Harvard. 1967.
- Givens, Benjamin P.; Hirschman, Charles. . Journal of Marriage and Family. November 1994, 56 (4): 820–834. JSTOR 353595. doi:10.2307/353595.
- Hsu, Francis L. K. . American Anthropologist. Jan–Mar 1945, 47 (1): 83–103. JSTOR 663208. doi:10.1525/aa.1945.47.1.02a00050.
- . Consulate-General of the People's Republic of China in New York. 14 November 2003  [21 June 2010]. （原始内容存档于11 February 2010）.
- (PDF). Save the Children USA. 31 July 2007  [8 February 2010]. （原始内容 (PDF)存档于2017-01-13）.
- Schwimmer, Brian. . Kinship and Social Organization. Office of the Registrar General and Census Commissioner, India. September 2003  [7 February 2010]. （原始内容存档于2022-06-29）.
- Scott-Emuakpori, Ajovi B. . Am J Hum Genet. 1974, 26 (2): 674–682.
- Suberu, Rotimi T. . Washington, DC: Endowment of the United States Institute of Peace. 2001  [2021-04-05]. ISBN 978-1-929223-28-2. （原始内容存档于2022-06-21）.
- Swanson, Eleanor C.; Robert O. Lagace. . Ethnographic Atlas. Centre for Social Anthropology and Computing, University of Kent at Canterbury.   [8 February 2010]. （原始内容存档于17 February 2010）.
- . khaleejtimes. 20 November 2009  [11 June 2017]. （原始内容存档于2021-02-24）.